# Fredrik Bogislaus von Schwerin
Fredrik Bogislaus von Schwerin, född 6 oktober 1764 i Stralsund, död 9 april 1834 i Stockholm, var en svensk greve, präst, riksdagsman och skriftställare. Han var far till Filip Bogislaus och Wilhelm von Schwerin samt farfar till Carl Philip von Schwerin.

## Biografi
Fredrik Bogislaus von Schwerin var son till greve Jacob Philip von Schwerin och grevinnan Charlotta von Bohlen samt bror till greve Curt Philip Carl von Schwerin. Han var vidare systerson till Carl Julius Bernhard von Bohlen. 
Redan som tioåring blev Schwerin inskriven som kvartermästare vid sin morbrors regemente Västgöta Kavalleri. Schwerin utnämndes 1777 till kornett och 1780 till sekondadjutant vid Västgöta kavalleri. Han genomgick 1777–1779 krigsakademien i Berlin och besökte därefter universiteten i Uppsala och i Strassburg. Efter hemkomsten 1784 fattade han beslutet att bli präst, troligen för fortast möjligt kunna bereda ett hem åt sin blivande maka, hovfröken Louise af Petersens. 
Han erhöll 1785 avsked från militärtjänsten, avlade efter en tids teologiska studier i Uppsala prästexamen inför domkapitlet i Linköping och prästvigdes där 1786, redan dessförinnan utnämnd till hovpredikant. Efter ytterligare ett års studier i Göttingen, där han 1787 promoverades till filosofie magister, blev han i februari 1788 av kung Gustav III utom förslaget utnämnd till kyrkoherde i Sala pastorat och förordnades kort därefter till kontraktsprost. Han kom att behålla sitt ämbete livet ut, även om det de sista åren endast var i formell mening. Genom sina insatser för jordbruket och sitt stora intresse för en reformering av skolsystemet utmärkte sig von Schwerin under sin tid i Sala. Samma år fick han befallning att som fältpräst och preses i fältkonsistorium medfölja kungen till Finland. Han återvände därifrån inom kort, påverkad av den allmänna adliga förbittringen mot kungen. Denna oppositionella åskådning bidrog säkerligen till att han inte vidare sökte eller vann någon befordran. Efter statsvälvningen 1809 blev han utnämnd till teologie doktor. 
Sitt prästerliga kall skötte von Schwerin med samvetsgrannhet. Med praktisk begåvning och intresse för ekonomiska ärenden ägnade sig von Schwerin med mycken iver åt lanthushållning och trädgårdsskötsel. Sin egen prästgård gjorde han genom anläggning av en stor trädgård och nyodlingar till en mönstergård och sökte påverka allmogen att följa hans exempel. Jämte ekonomiska studier bedrev han även historiska studier samt intresserade sig för vitterhet och uppfostringsfrågor. Resultat av dessa studier var ett häfte Skrifter i uppfostran och allmän cultur (1805) samt Grundlinier för staternas historia (2 band, 1811–13). Sitt intresse för den nya skolans vitterhet visade han genom att insända bidrag, poetiska översättningar och litterära granskningar till fosforisternas kalendrar. 
Från 1812 års riksdag deltog von Schwerin som ledamot av Riddarhuset i alla följande riksmöten, så länge han levde. Redan vid sin första riksdag gjorde han sig bemärkt genom att tala emot indragningsmakten. "Utrustad med en imponerande gestalt och en stark välljudande stämma, ägde han i hög grad förmågan att i sitt tal inlägga denna övertygande kraft, denna moraliska överlägsenhet, som icke undgå att vinna beundrare och anhängare." Genom studier hade han kommit att beundra den engelska parlamentarismen och ville efter mönstret av denna utbilda den svenska konstitutionen. Vid riksdagen 1815 framträdde han som ledare av en nybildad riddarhusopposition, som förfäktade större hänsyn till och beroende av riksdagen från regeringens sida och särskilt gjorde sig till uttryck för en agrarisk strömning med krav på höga skyddstullar för jordbruket. Som ordförande i ett särskilt utskott, som tillsattes för att behandla frågan om "förlägenheten i den allmänna rörelsen", avgav Schwerin till utskottets protokoll ett "gigantiskt votum", som också lades till grund för utskottets betänkande, särskilt tryckt under titeln "Om förlägenheten i den allmänna rörelsen, orsakerna dertill och botemedlen deremot", 1815. 
Missnöjd med regeringens hållning beslöt von Schwerin att överge politiken och ägnade sig i stället åt musik. Men redan nästa år övergav han fiolen, för att tillsammans med Askelöf och Livijn delta i utgivningen av en tidskrift, Läsning till utbredande af medborgerliga kunskaper. Företaget upphörde efter några häften, och von Schwerin utgav då istället en bok, Bidrag till kännedom af fäderneslandet (1817; ny uppl. 1903), vari han lämnade en historisk översikt av svenska varuprisens och kursens förändringar. Vid riksdagen 1817–18 blev han ordförande i bevillningsutskottet. 
1820 bildade von Schwerin tillsammans med likatänkande Sällskapet för medborgerlig talarkonst efter mönstret av engelska diskussionsklubbar, men sällskapet hann bara hålla ett sammanträde innan det förbjöds av överståthållarämbetet. Schwerins ekonomiska insikter gjorde emellertid, att han trots sin oppositionsställning av regeringen insattes i den viktiga finanskommittén 1822. Vid 1823 års riksdag avsade han sig visserligen valet till bankoutskottet, vars ordförande han skulle blivit, av harm över att han ej i stället invalts i det politiskt mer betydande konstitutionsutskottet, men hans ställning som oppositionsman var över. Hans aristokratiska och innerst konservativa åsikter förändrades inte i en mer demokratisk och radikal strömning, som var fallet för Carl Henrik Anckarsvärd och Johan Gustaf Hierta. 
von Schwerin invaldes 1804 i Vetenskapsakademien men avsade sig ledamotskapet 1821 av missnöje med akademiens nya statuter.
Som ordförande för bankofullmäktige ägnade sig von Schwerin efter denna tid nästan uteslutande åt arbetet på en myntreglering. Vid riksdagen 1828–30 var han ordförande i statsutskottet och hade väsentlig förtjänst i genomdrivandet av de viktiga lagarna angående myntbestämningen och för Rikets ständers bank 1830, varigenom den långvariga realisationsfrågan fick sin principiella lösning. 
På landsbygden kände sig von Schwerin isolerad intellektuellt och han sökte omkring 1810 kontakt med det nybildade Auroraförbundet i Uppsala. Prästgården i Sala blev tidvis en samlingsplats för fosforisterna och von Schwerin blev genast en i kretsen. Till Phosphoros och Poetisk kalender kom han kom även att lämna skönlitterära bidrag. 
År 1830 köpte von Schwerin tillsammans med sin son, översten greve Filip von Schwerin, Jakobsbergs säteri i Järfälla socken. Efter att von Schwerin avlidit 1834 köpte sonen även syskonens arvslotter.
Sina sista år i livet bodde von Schwerin i Stockholm och hade då, mer eller mindre, övergivit sitt prästkall för arbete med myntrealisationen. Denna verkställdes kort efter hans död. Fastän dödssjuk lät han sig i mars 1834 föras upp på Riddarhuset för att tala emot ett uppskov med realisationens verkställighet. von Schwerin vilar i en familjegrav på Norra begravningsplatsen utanför Stockholm.